# 西田正憲
西田 正憲（にしだ まさのり、1951年 - ）は、日本の元造園系官僚で、造園学者。専門は景観論、環境文化論、自然観光論。奈良県立大学名誉教授。
技術士環境部門を保持する。

## 来歴
京都府に生まれる。京都大学農学部林学科（造園学専攻）を卒業し、同大学大学院修士課程修了後の1975年、環境庁（現・環境省）に入庁した。環境庁では全国の国立公園の管理に従事する。1981年にはアメリカ合衆国内務省国立公園局・ミシガン大学主催の国立公園等自然保護区国際セミナーに参加した。
1988年、阿蘇くじゅう国立公園在任中に発病し、1年間は人工呼吸器を装着、その後もさらに1年間の入院生活を余儀なくされた。1990年に岡山県で職場に復帰する。歩行に杖が必要な状態で、医師からは車椅子での生活になる可能性も示されたが、幸いにも1年ほど経過して身体が思ったより動くようになり、任地にある瀬戸内海についての文献資料を収集して研究し、報告書を提出する生活を送った。西田の活動は、環境庁OBの大井道夫から評価を受け、西田が作った研究会で座長を務めていた白幡洋三郎からは研究を重ねれば博士号を取れるかもしれないとアドバイスされる。これを機に、西田は論文を書いて学会に送り始めた。1995年から2000年まで京都御苑管理事務所に庭園科長として勤務する。この異動は、論文執筆にあたり母校に近い場所を希望したものだった。転任翌年の1996年に、「瀬戸内海の風景論」で京都大学より農学博士号を取得する。
2000年から2016年まで、奈良県立大学地域創造学部教授を務める。この転職は、自由に動き回れない身で大学に行くことを希望していたところ、奈良県立大学教授をしていた大学の先輩が転任することになり、誘われたと述べている。奈良県立大学では付属図書館長、学生部長、学部長といった役職にも就いた。

## 賞歴
出典は京都御苑事務所ウェブサイト。
- 1998年 国立公園協会田村賞
- 1999年 日本造園学会賞（研究論文部門）
- 2013年 日本造園学会特別賞（著作出版業績）

## 著書
- 『ランドスケープ空間の諸相』（共著）角川書店、2000年
- 『ランドスケープのしごと』（分担執筆）彰国社、2003年
- 『瀬戸内海と名作』（共著）福山市鞆の浦歴史民俗資料館活動推進協議会、2003年
- 『地域の時代と地域創造』（分担執筆）IBCコーポレーション、2003年
- 『地域創造へのアプローチ』（分担執筆）IBCコーポレーション、2003年
- 『瀬戸内海国立公園パークガイド 瀬戸内海東部地域』（分担執筆）財団法人自然公園財団、2004年
- 『「観光のまなざし」の転回』（分担執筆）春風社、2004年
- 『Revolution of Tourist Gaze』Spring Breeze Company、2004年
- 『地域創造への招待』（分担執筆）晃洋書房、2005年
- 『日本の国立公園（下）』（分担執筆）山と渓谷社、2007年
- 『NAOSHIMA STANDARD2』（分担執筆）直島福武美術館財団、2007年
- 『瀬戸内海事典』（分担執筆）南々社、2007年
- 『地中トーク 日本人の文化基盤について考える五つの話』（分担執筆）直島福武美術館財団・地中美術館、2008年
- 『旅と日本発見―移動と交通の文化形成力』（分担執筆）国際日本文化研究センター、2009年
- 『マツの森をまもる」（分担執筆）東京大学演習林出版局、2011年
- 『自然の風景論』清水弘文堂書房、2011年
- 『都市歴史博覧－都市文化のなりたち・しくみ・たのしみ－』（分担執筆）笠間書院、2011年
- 『瀬戸内国際芸術祭2010』（分担執筆）美術出版社 2011年
- 『47都道府県・花風景百科』丸善出版
- 『瀬戸内海の発見－意味の風景から視覚の風景へ－』中央公論新社